# Teratornithidae
Teratornithidae — вимерла родина яструбоподібних птахів, що існував з олігоцену до кінця плейстоцену. Існувала в Північній та Південній Америці. До родини належить аргентавіс — один з найбільших літаючих птахів в історії Землі.
Традиційно Teratornithidae описуються як падальники, за їхню схожість з сучасними кондорами. Однак довгі дзьоби і широкий рот більше схожі на дзьоби орлів та інших активних хижих птахів, ніж на грифів. Швидше за все, вони ковтали здобич цілою.